# Orosháza (stacja kolejowa)
Orosháza (węg. Orosháza vasútállomás) – stacja kolejowa w Orosháza, w komitacie Békés, na Węgrzech. 

## Linie kolejowe
- Linia 125 Mezőtúr – Orosháza – Mezőhegyes
- Linia 135 Szeged – Békéscsaba
- Linia 147 Kiskunfélegyháza – Orosháza